# 道路 (拓扑学)

R² 中从 A 到 B 一条道路的轨迹；但不同的道路可以有同样的轨迹。

在数学中，拓扑空间 X 中一条道路（path）是从单位区间 I = [0,1] 到 X 的一个连续函数 f
f : I → X.
道路的起点是 f(0)，终点是 f(1)。通常说从 x 到 y 的一条道路，这里 x 与 y 是道路的起点与终点。注意，一条道路不仅是 X 中看起来像一条曲线的子集，它也包含了参数化。例如，映射 f(x) =  x 与 g(x) = x2 表示两个实数轴上从 0 到 1 两条不同的道路。
空间 X 中以 x∈ X 为基点的一条环路（loop）是从 x 到 x 的一条道路。一条环路可以视为连续映射 f : I → X，满足 f(0) = f(1) 或从单位圆 S1 到 X 的连续映射
f : S1 → X.
这是因为 S1 可以视为 I 把 0 ∼ 1 等价起来的商空间。所有 X 中的道路集合组成一个空间，称为 X 的环路空间。
如果拓扑空间中任何两点之间有一条道路连接，则称之为道路连通。任何空间可以分成一些道路连通分支。空间 X 的道路连通分支集合通常记作 π0(X)（与高维同伦群使用相同的记号，但第 0 个事实上不是群。）
我们也可以定义带基点的空间中的道路与环路，这在同伦论中非常重要。如果 X 是以 x0 为基点的拓扑空间，则 X 中的道路以 x0 为起点；类似地，X 中环路以 x0 为基点。

## 道路同伦

两条道路之间的同伦。

道路与环路是代数拓扑分支中同伦论的重要研究课题。道路的同伦就是保持端点不动的道路的连续形变的直观想法的精确化。
明确地说，X 中道路的同伦是一族道路 ft : I → X 使得
- ft(0) = x0 与 ft(1) = x1 不变。
- 由 F(s, t) = ft(s) 定义的映射 F : I × I → X 是连续的。

由一个同伦连接的道路 f0 与 f1 称为同伦的。可以类似地定义保持基点不动的环路的同伦。
同伦的性质定义了拓扑空间中道路的一个等价关系。道路 f 在这个等价关系下的等价类称为 f 的同伦类，通常记作 [f]。

## 道路复合
可以将道路以明显的方式复合起来。假设 f 是从 x 到 y 的一条道路，g 是从 y 到 z 的一条道路。道路 fg 定义为首先通过 f 然后通过 g：
{\displaystyle fg(s)={\begin{cases}f(2s)&0\leq s\leq {\frac {1}{2}}\\g(2s-1)&{\frac {1}{2}}\leq s\leq 1\end{cases}},}
显然道路复合只对 f 的终点与 g 的起点重合有定义。如果考虑所有以 x0 为基点的环路，则道路复合是一个二元运算。
道路复合，无论是对一般道路还是环路定义，都不是结合的，因为有不同的参数化。但是在同伦的层次上是结合的，即  [(fg)h] = [f(gh)]。道路复合定义了以 x0 ∈ X 为基点的环路的同伦类上的一个群结构，所得的群称为 X 在以 x0 为基点的基本群，通常记作 π1(X,x0)，这个群一般不可交换。

## 基本群胚
有一个有时很有用的范畴描述。任何拓扑空间 X 给出了一个范畴其对象是 X 中的点，态射是道路的同伦类。因为这个范畴中任意态射是同构态射，故这个范畴是一个群胚，称为 X 的基本群胚。这个范畴中的环路是自同态（事实上所有都是自同构）。点  x0 ∈ X 的自同构群恰好是以 x 为基点的基本群。基本群的重要定理塞弗特－范坎彭（Seifert–van Kampen）定理在基本群胚的框架下有简明的描述与推广。